# Кавецо (Модена)
Кавецо (итал. Cavezzo) је насеље у Италији у округу Модена, региону Емилија-Ромања.
Према процени из 2011. у насељу је живело 5464 становника. Насеље се налази на надморској висини од 23 м.

## Становништво
| 1931. | 1936. | 1951. | 1961. | 1971. | 1981. | 1991. | 2001. | 2011. |
| ----- | ----- | ----- | ----- | ----- | ----- | ----- | ----- | ----- |
| 7.266 | 7.129 | 7.317 | 6.593 | 6.122 | 6.421 | 6.351 | 6.722 | 7.196 |